# Лукка-Сікула
Лукка-Сікула (італ. Lucca Sicula, сиц. Lucca Sìcula) — муніципалітет в Італії, у регіоні Сицилія,  провінція Агрідженто.
Лукка-Сікула розташована на відстані близько 490 км на південь від Рима, 60 км на південь від Палермо, 38 км на північний захід від Агрідженто.
Населення — 1831 особа (2014).
Щорічний фестиваль відбувається 8 грудня. Покровитель — Maria SS. Immacolata.

## Демографія
Населення за роками:

Станом на 1 січня 2023 року в муніципалітеті офіційно проживало 107 іноземців з 6 країн, серед них 67 громадян країн Євросоюзу.

## Сусідні муніципалітети
- Бівона
- Бурджо
- Каламоначі
- Палаццо-Адріано
- Віллафранка-Сікула